# Selago farrago
Selago farrago är en flenörtsväxtart som beskrevs av O.M. Hilliard. Selago farrago ingår i släktet Selago och familjen flenörtsväxter. Inga underarter finns listade i Catalogue of Life.